# Western F.C.
Il Western Football Club era una squadra di calcio fondata nel 1873 e sciolta nel 1878 con sede a con sede a Glasgow.                                                                                

## Storia
È stata una delle 16 squadre a partecipare alla prima Scottish Cup perdendo per 1-0 al primo turno contro il Blythswood.
Il miglior risultato del Western fu raggiunto nel 1875-76 con i quarti di finale in Scottish Cup.
Il club si sciolse nel 1878.